# Hexasterophora
Hexasterophora é uma subclasse de esponjas Hexactinellida.

## Ordens
- Aulocalycoida Tabachnick e Reiswig, 2000
- Fieldingida Tabachnick e Janussen, 2004
- Hexactinosida Schrammen, 1912
- Lychniscosida Schrammen, 1903
- Lyssacinosida Zittel, 1877